# ريكيو
ريكيو (باليابانية: 利休) هو فيلم للمخرج هيروشي تيشيغاهارا عن سيد حفل الشاي الياباني سين نو ريكيو في القرن السادس عشر إنتاج سنة 1989. ويعد من أهم أفلام مخرجه.

## القصة
يركز الفيلم على المراحل المتأخرة من حياة ريكيو، خلال فترة سينجوكو شديدة الاضطراب في اليابان الإقطاعية. يبدأ بالقرب من نهاية عهد أودا نوبوناغا، حيث كان ريكيو بمثابة سيد الشاي لنوبوناغا، ويستمر حتى فترة موموياما. تم تصوير ريكيو كرجل مكرس تمامًا للجمال والكمال، لا سيما فيما يتعلق بفن الشاي. أثناء عمله كمدير شاي للحاكم الجديد تويوتومي هيده-يوشي، وجد ريكيو نفسه في وضع متميز فريد، مع إمكانية الوصول المستمر إلى اللورد الإقطاعي القوي والقدرة النظرية على التأثير في السياسة، ومع ذلك فهو يتجنب عن كثب الانخراط العميق في السياسة أثناء محاولته تركيزه. الاهتمام الكامل بدراسة وتعاليم طريقة الشاي. بقدر ما يعبر عن نفسه، فإنه يفعل ذلك دبلوماسياً، بطريقة لتجنب تعطيل الانسجام في علاقته مع هيديوشي. ومع ذلك، نظرًا لأن المجتمع يتغير بشكل عنيف وجذري من حوله، ويجد نفسه أيضًا محور الغيرة والشكوك المضللة، لا يستطيع ريكيو في النهاية تجنب مواجهة القضايا الاجتماعية الأكبر. إنه مجبر على إبداء رأي حول خطط هيديوشي العسكرية. هذا الخرق الوحيد لعزلته المدروسة عن الشؤون العالمية يؤدي بسرعة إلى عواقب مأساوية.

## خلفية
المخرج تيشيغاهار وهو نفسه أستاذ ومعلم لفن الإيكيبانا الياباني التقليدي، يجلب للمشاهد التقدير والتعاطف العميق مع مثالية ريكيو الجمالية وجهوده الدبلوماسية الدقيقة لتجنب التورط المفرط في الشؤون السياسية. تمت دراسة الفيلم نفسه بشكل كبير في جماليته، وهو معبر جدًا عن القوة الصادمة للحياة التي تتطفل على الفضاء المحكم المحمي للفنان / المثالي.

## بطولة
- رينتارو ميكوني بدور سين نو ريكيو
- تسوتومو يامازاكي بدور تويوتومي هيده-يوشي

## الجوائز
حصل رينتارو ميكوني على جائزة أفضل ممثل من الأكاديمية اليابانية عن دوره في الفيلم. كما فاز بأربع جوائز يابانية أخرى عن هذا الدور. فاز المخرج هيروشي تيشيغاهارا بجوائز من مهرجان برلين السينمائي الدولي ومهرجان مونتريال السينمائي العالمي.

## روابط خارجية
- ريكيو على موقع IMDb (الإنجليزية)
- ريكيو على موقع روتن توميتوز (الإنجليزية)
- ريكيو على موقع ألو سيني (الفرنسية)
- ريكيو على موقع Turner Classic Movies (الإنجليزية)
- ريكيو على موقع أول موفي (الإنجليزية)
- ريكيو على موقع فيلمافينيتي (الإسبانية)
- ريكيو على موقع قاعدة بيانات الأفلام السويدية (السويدية)
- ريكيو على موقع قاعدة بيانات الفيلم (الإنجليزية)
- ريكيو على موقع ليتربوكسد (الإنجليزية)
- ريكيو على موقع كينوبويسك (الروسية)